# Olimpia Kirovo-Tchepetsk
L'Olimpia Kirovo-Tchepetsk est un club de hockey sur glace de Kirovo-Tchepetsk en Russie.

## Historique
Le club est créé en 1949 sous le nom de Khimik Kirovo-Tchepetsk. En 1964, il est renommé Olimpia Kirovo-Tchepetsk.

## Palmarès
- Aucun titre.